# Nikolaos Aruzmanidis
Nikolaos Aruzmanidis (gr. Νικόλαος Αρουζμανιδης; ur. 12 stycznia 1991) – grecki zapaśnik walczący w stylu wolnym. Dziewiąty na mistrzostwach Europy w 2016. Zajął 21 miejsce na igrzyskach europejskich w 2015. Wicemistrz śródziemnomorski w 2018 i trzeci w 2015 roku.